# ماجراهای هاکلبری فین (انیمه)
ماجراهای هاکلبری فین  (ハックルベリィの冒険)

مجموعه انیمه‌ای است که بر اساس داستان کتاب ماجراهای هاکلبری فین نوشته مارک توین و در سال ۱۹۷۶ توسط کمپانی ژاپنی ساخته شد. این مجموعه، نخستین اثر از دو سریال انیمه هاکلبری فین است. دومین سریال در سال ۱۹۹۴ با نام (به انگلیسی: Huckleberry Finn Monogatari) نیز تولید گردید.[۱][۲]

این مجموعه ۲۶ قسمتی بر محوریت داستان یک پسر ۱۳ ساله به نام هاکلبری فین می چرخد.
ماجرای داستان از آنجا آغاز می‌شود که هاکلبری فین خودش را به کسی که ممکن است خوانندگان آن را از قبل بشناسند معرفی می‌کند. خوانندگان متوجه می‌شوند که هاک از آخرین ماجرایی که با تام سایر دوگلاس و خواهرش داشته‌است، پول خوبی به جیب زده‌است. خانم واتسون، هاک را به خانه‌شان برده تا به او دین و آداب معاشرت بیاموزد. به‌جای پیروی از محافظانش، هاک در شبی از خانه بیرون می‌زند تا به تام سایر بپیوندد و وانمود کنند که دزد دریایی هستند.
یک روز هاک متوجه می‌شود که پدرش پپ به شهر برگشته است. به خاطر سابقه خشونت و نوشیدن زیاد الکل، هاک نگران رفتار پدرش و میزان پولی است که او خرج می‌کند. او با وجود پدرش، به مدرسه رفتن ادامه می‌دهد اما ترس‌های او زمانی واقعی می‌شود که پدرش او را می‌رباید و در طول رود می‌سی‌سی‌پی با یک کابین کوچک تا ساحل ایلینوی می‌برد. با این‌که هاک از زندگی بدون مدرسه و دین راضی است اما پدرش از او سوءاستفاده می‌کند. به همین دلیل او مرگ خود را جعل می‌کند و از می‌سی‌سی‌پی می‌گریزد.
جزیرهٔ جکسون
او چند مایل آن‌طرف‌تر به جزیرهٔ جکسون می‌رود و آن‌جاست که به بردهٔ خانم واتسون جیم برمی‌خورد. کسی که از ترس فروخته شدن فرار کرده‌است. هاک و جیم خیلی زود متوجه می‌شوند که افرادی برای گشتن جزیره می‌آیند. پس با یک قایق به سمت پایین رودخانه فرار می‌کنند. برنامهٔ جیم آن است که از ایلینوی بگذرد و از آن‌جا به ایالت آزاد اوهایو برود. با این‌که هاک می‌داند که با هم‌راهی جیم، تمام آموزه‌های معاشرت و مذهبی را می‌شکند اما با جیم هم‌راه می‌شود. و این دیدگاه از برده‌داری و آزادی در طول رمان ادامه پیدا می‌کند. جیم و هاک در طول مبارزهٔ خود به شخصیت‌های زیادی برمی‌خورند. ازجمله گروهی از دزدانی که در یک کشتی بخار در حال شکستن سفر می‌کردند و دو خانوادهٔ جنوبی که باهم دشمنی داشتند.
تنها زمانی که هاک و جیم واقعاً آزاد بودند زمانی بود که آن‌ها سوار قایق شدند. این آزادی با از راه رسیدن دوک و پادشاه از بین می‌رود. جیم و هاک مجبور می‌شوند تا در تمام شهرهای بندری توقف کنند تا نمایشی از قدرت و اعتمادبه‌نفس برای ساکنان اجرا کنند.
نقشهٔ فرار
به خاطر کم‌بود درآمد، پادشاه و دوک به جیم و هاک خیانت می‌کنند و جیم را به برده‌فروشی می‌فروشند. زمانی که هاک برای پیدا کردن جیم می‌رود، می‌فهمد که او در مزرعه فلپس به‌عنوان اسیر توسط سیلا و سالی نگاه داشته‌می‌شود. فلپس‌ها فکر می‌کنند که هاک برای ملاقات با آن‌ها آمده و عموزادهٔ آن‌ها تام است. هاک به‌راحتی در نقش تام سایر فرومی‌رود. تام سایر خیلی زود از راه می‌رسد و هاک برای او جریان اسیر شدن جیم را تعریف می‌کند. بعد از شکست خوردن نقشه هاک برای آزاد کردن جیم، تام پیشنهاد نقشهٔ را می‌دهد که بر اساس یک رمان هیجان‌انگیز است. درنهایت نقشه فرار کردن جیم تبدیل به یک پروسه پیچیده از مارها تله‌ها و پیام‌های اسرارآمیز می‌شود.
بعد از آن که نقشهٔ فرار انجام می‌شود، کشاورز به تام شلیک می‌کند و از آن‌جایی که جیم، تام را در حال خون‌ریزی رها نمی‌کند، او بار دیگر به مزرعه بازمی‌گردد و اسیر می‌شود. در مزرعه، تام تمام داستان را برای عمو و زن‌عموی خود تعریف می‌کند و خوانندگان درمی‌یابند که خانم واتسون درگذشته و جیم را آزاد کرده‌است. تام تمام این زمان از آزادی جیم باخبر بوده‌است. در پایان رمان جیم آزاد می‌شود و هاک برای ماجرای بعدی خود آماده می‌شود.